# 留保金課税
留保金課税（りゅうほきんかぜい、英: accumulated earnings tax）とは、法人が経済活動を通して獲得した利益（所得）のうち、法人内部へ保留され蓄積される部分について、租税回避等で過剰な留保が起きることについて追加で課税することである。この過剰な留保の内容、定め方については国によってもことなる。留保金課税が行われている例として日本、アメリカ、フィリピン等があげられる。

## 日本
法人税法第67条に規定されている。1961年に同族会社に対する留保金課税が導入され、留保金課税および特定同族会社の定義は近年は2003年・2005年・2006年・2007年・2010年・2011年に改正された。

### 対象法人
対象となる法人は特定同族会社である。特定同族会社の定義は特定同族会社を参照。特定同族会社は大企業の一部であり、中小企業に多い同族会社は対象外。特定同族会社が対象なのはオーナーが支配力を持つため、個人の所得税の課税回避のために過剰に法人内に留保を行うのを減らすための誘導である。中小企業が対象外なのは、2003年の税制改正の際の「不良債権処理の加速化、資金調達環境の更なる悪化の中で、中小企業に残された手段は自己資本の充実。将来の投資に備え、内部留保を充実させ、中小企業の成長を促すため、留保金課税の停止措置を講ずる。」という理由。1990年代の不動産バブル崩壊の影響が残るまま、2000年からITバブルが崩壊し、日経平均株価が最も低迷していたという時代背景。

### 課税額
留保所得金額は下記で定められている。
```
留保所得金額 = 法人の事業所得 - 社外流出の金額(配当や役員賞与など) - 法人税(市町村民税や道府県民税も含む)
```

留保金課税額は下記で定められている。課税留保金額に留保金課税の特別税率を定めて決められる。課税留保金額は留保所得金額から留保控除額を引いて定められる。
```
課税留保金額 = 留保所得金額 - 留保控除額
留保金課税額 = 課税留保金額 × 特別税率
```

留保控除額は以下の基準額について一番多い金額を用いる。
- 所得基準額：所得等の金額の40%
- 定額基準額：2,000万円
- 利益積立金基準額：期末資本金の25%相当 - 利益積立金

特別税率は以下で定められる累進課税。
- 課税留保金額の年3000万円以下の部分は10%
- 課税留保金額の年3000万円超で年1億円以下の部分は15%
- 課税留保金額の年1億円超の部分は20%

## アメリカ
全法人に対して行われる。これも租税回避のために過剰に法人内に留保を行うのを減らすための誘導である。
会社事業に対して投資や分配などの計画がなく必要も無いのに利益を留保している場合に課税される。逆を返せば、会社側が事業のために必要であると立証できれば課税されない。「事業のために必要である」ということは会社が立証する必要がある。
実際的には、AET（Accumulated Earnings Tax）課税の適用対象は、配当するか内部留保するかを少数の株主で比較的自由に決定できる閉鎖会社が多いとのことである。
税率は20%である。また、留保利益が250,000ドル以内であれば事業のために必要な留保とみなされる。